# Place de Varsovie
Place de Varsovie (plac Warszawski) – plac w zachodniej części Paryża, na północnym brzegu Sekwany, naprzeciwko wieży Eiffla, z którą łączy go Pont d’Iéna. Swoją nazwę otrzymał w 1928 roku, dnia 5 maja kiedy generał Maxime Weygand otworzył go uroczyście. Na placu zbudowano w 1937 roku pawilon Polski (w samym centrum ekspozycji, tuż obok niemieckiego pawilonu) z okazji Wystawy Światowej. Pawilon składał się z rotundy z piaskowca ze spiżową rzeźbą Polonia Restituta na szczycie, budynku ze stali i szkła oraz wielkiego masztu z polską flagą. Maszt był dwukrotnie wyższy niż inne maszty z flagami w tym te z flagami nazistowskich Niemiec i ZSRR. Przy placu zbudowano w 1937 roku fontannę Trocadéro zwaną również fontanną warszawską (fontaine de Varsovie), która jest największą fontanną w mieście. Przy samej fontannie jest esplanada im. Józefa Wrzesińskiego, francuskiego księdza pochodzenia polskiego, działacza charytatywnego. W 1978 roku ustawiono na placu pomnik kombatantów polskich walczących
w obronie i o wyzwolenie Francji (1939-1945). W 1989 roku Mireille Mathieu zaśpiewała Marsyliankę na placu Warszawskim wraz z chórem armii francuskiej z okazji 100. rocznicy powstania wieży Eiffla oraz 200. rocznicy wybuchu rewolucji francuskiej.

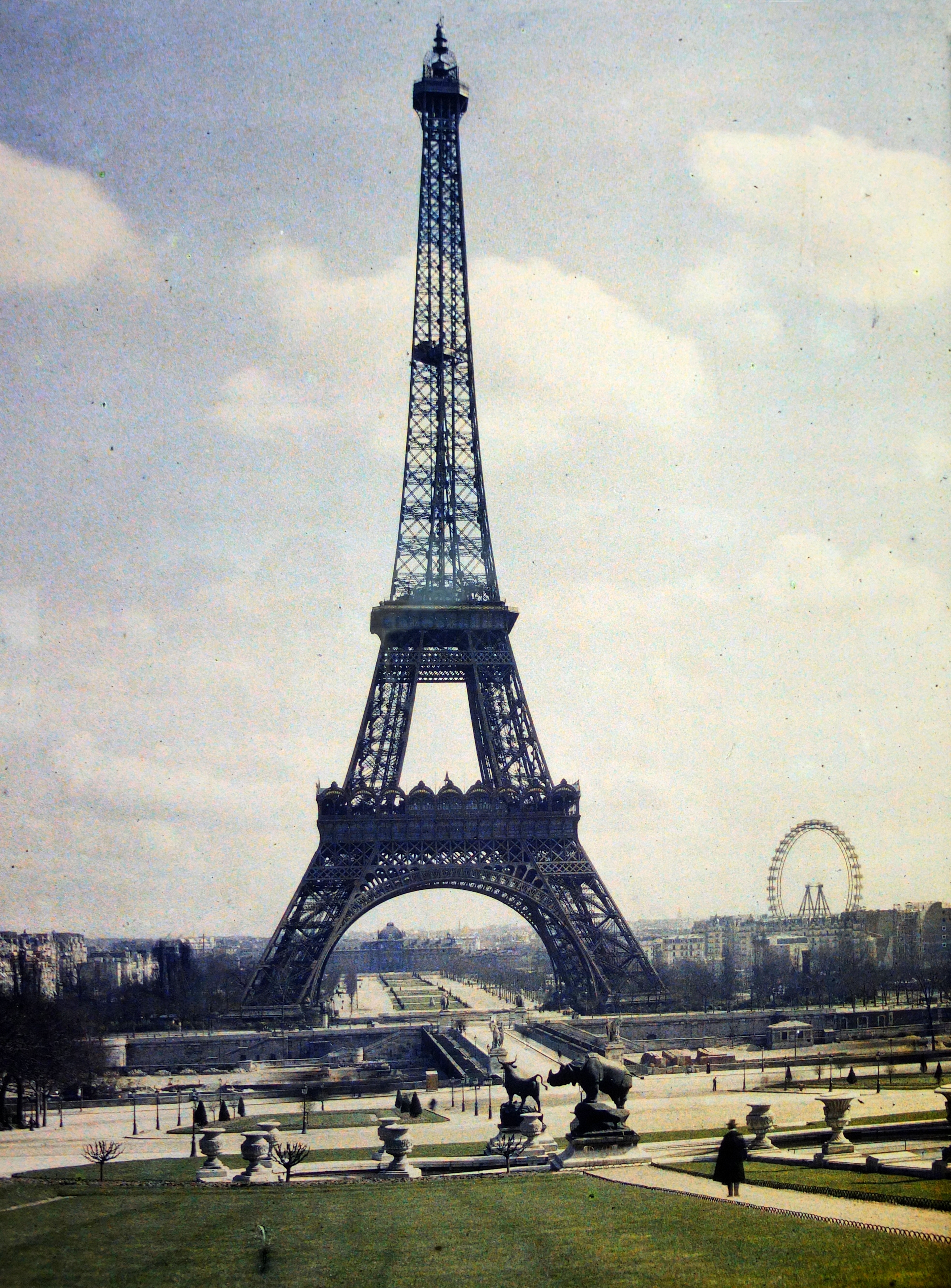
Plac w 1914
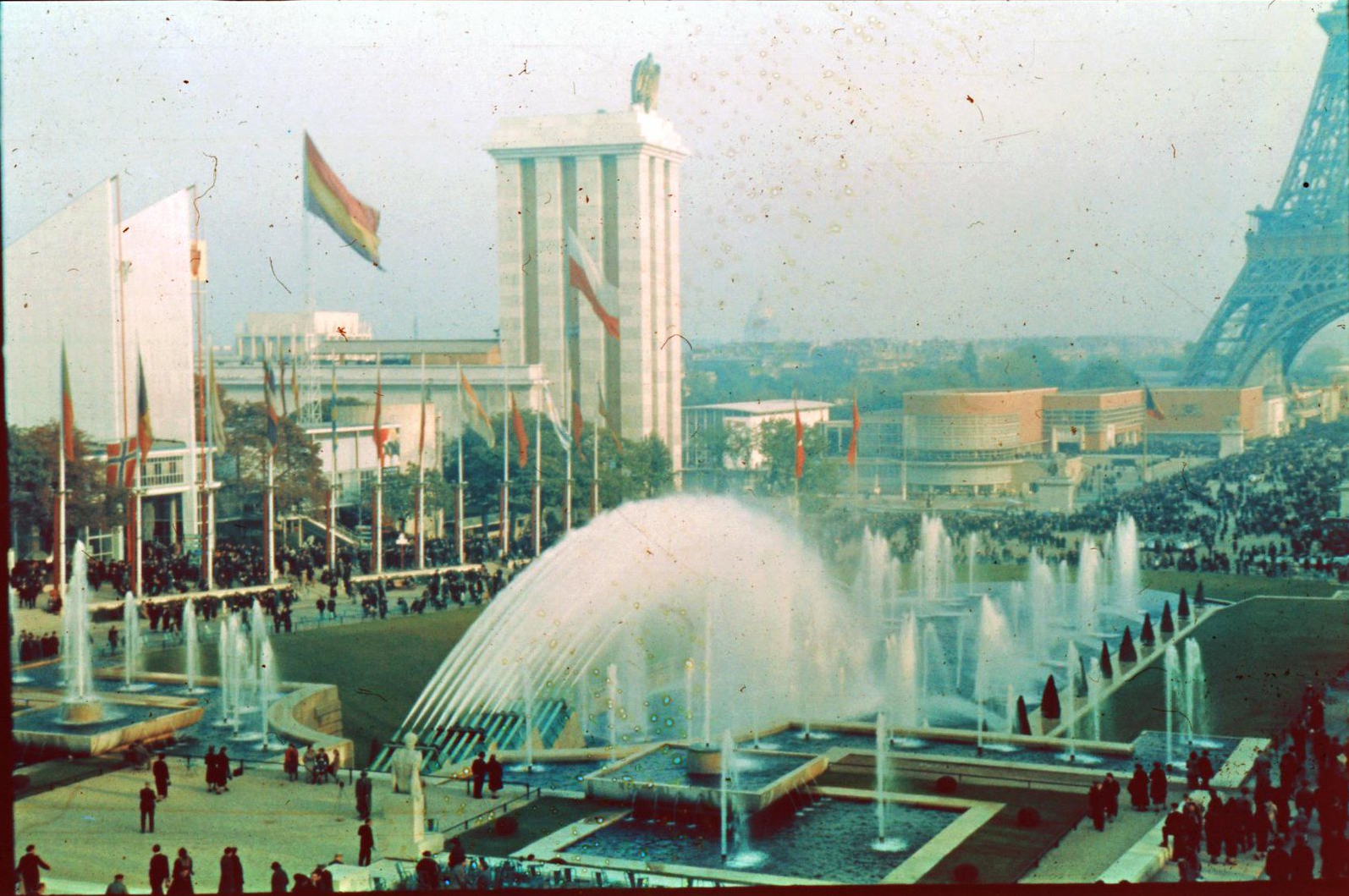
Wystawa Światowa na placu Warszawskim w Paryżu w 1937
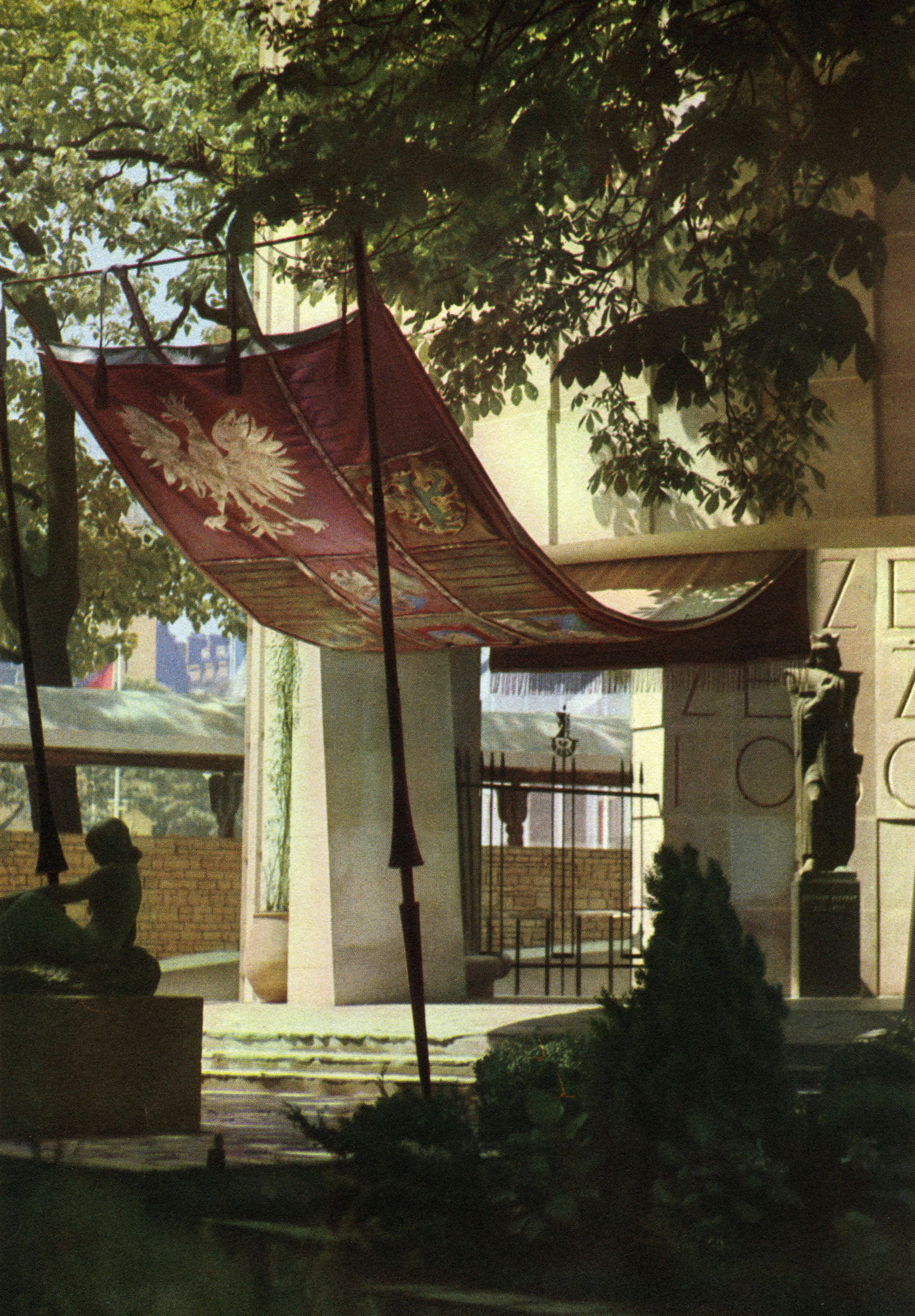
Polski pawilon w Paryżu z okazji Wystawy Światowej w 1937
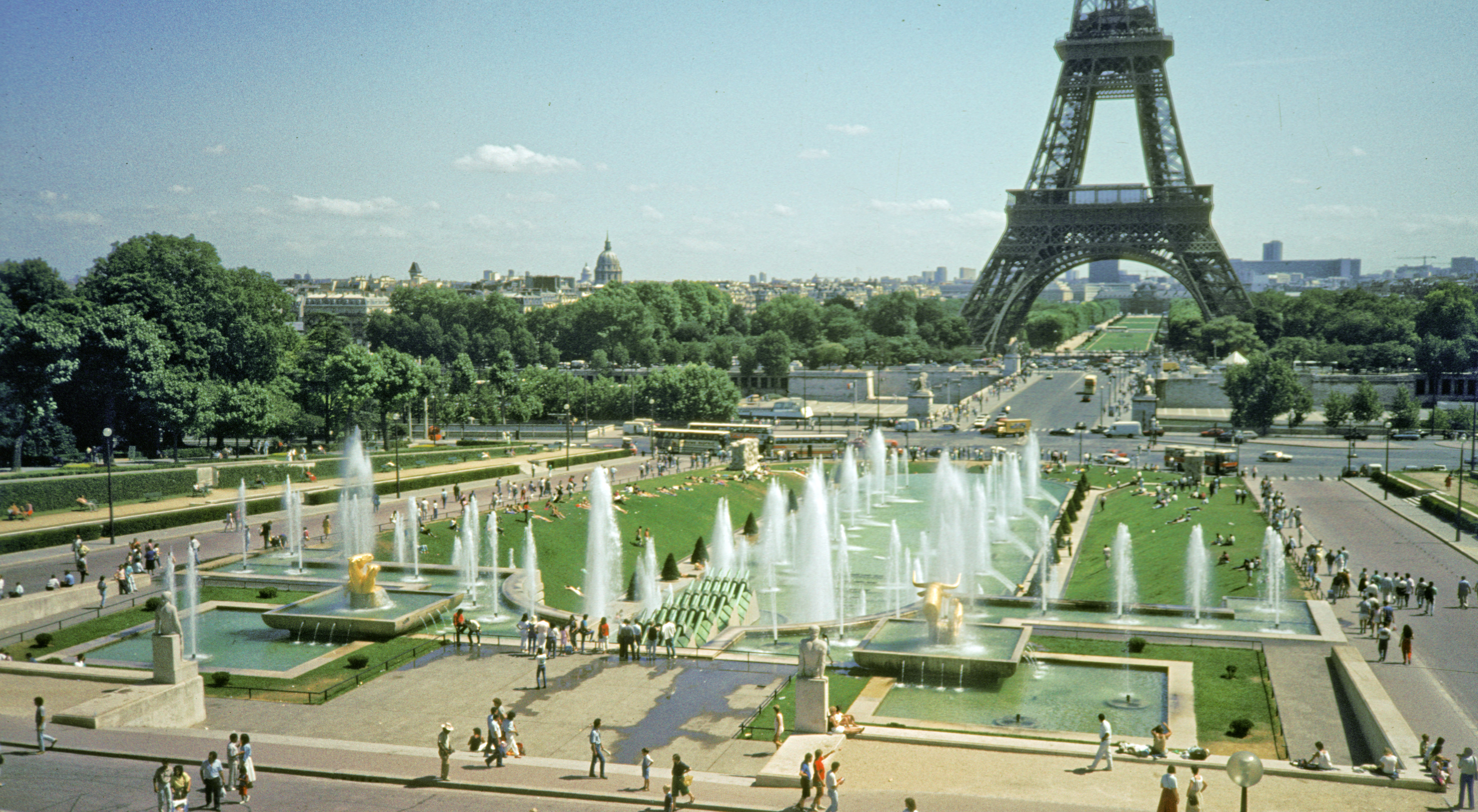
Fontanna Trocadéro zwana również fontanną warszawską (fontaine de Varsovie) oraz plac Warszawski w Paryżu w 1986